# Vallée des Goupillières

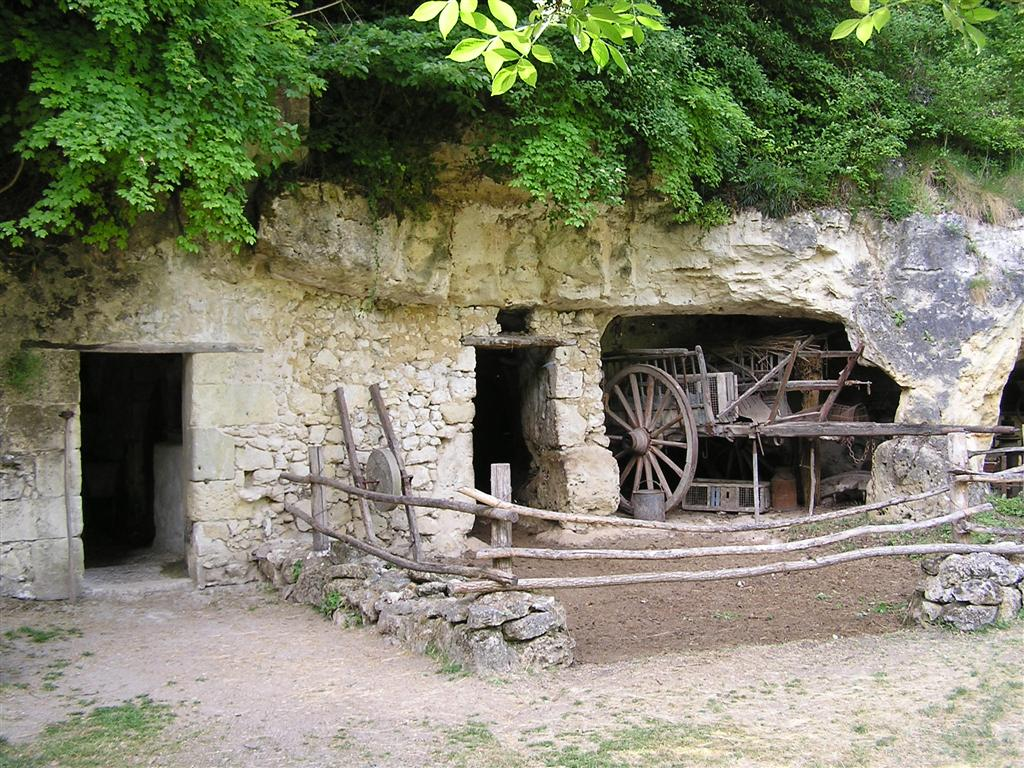

La vallée des Troglodytes des Goupillières est située en France, à proximité d’Azay-le-Rideau (Indre-et-Loire)
Creusées à même le tuffeau, ces habitations troglodytes ont été habitées jusqu’au début du XXe siècle (certaines datent du Moyen Âge).
Redécouvert en 1962, le site est partiellement remis en valeur par un propriétaire passionné.

## Toponymie
Goupillières: Le mot évoque l'ancien français goupil (du latin vulpes), du bas-latin vulpiculus, qui voulait dire "renard". Avec le suffixe de présence -aria, Goupillières veut donc dire: « lieu où il y a des renards ».
C'est-à-dire du gallo-roman WULPICULU, avec une influence germanique sur la consonne initiale.